# Stratford Kroehlers
Stratford Kroehlers byl kanadský juniorský klub ledního hokeje, který sídlil ve Stratfordu v provincii Ontario. V letech 1942–1944 a 1946–1951 působil v juniorské soutěži Ontario Hockey Association (později Ontario Hockey League). Své domácí zápasy odehrával v hale William Allman Memorial Arena s kapacitou 2 828 diváků.
Nejznámější hráči, kteří prošli týmem, byli např.: Howie Meeker, George Armstrong nebo Danny Lewicki.

## Přehled ligové účasti
Zdroj: 
- 1942–1943: Ontario Hockey Association
- 1943–1944: Ontario Hockey Association (Skupina 2)
- 1944–1946: bez soutěže
- 1946–1951: Ontario Hockey Association